# برج محمد
برج محمد روستایی در بخش مرکزی شهرستان قاینات استان خراسان جنوبی ایران است. بر پایه سرشماری عمومی نفوس و مسکن در سال ۱۳۹۰ جمعیت این روستا ۱۴۰ نفر (در ۴۵ خانوار) بوده است.